# Stazione di Mineo
La stazione di Mineo è una stazione della ferrovia Catania-Caltagirone-Gela sita nel territorio comunale di Militello in Val di Catania, quasi al confine con quello di Vizzini. Dal 2013 è stata declassata a Posto di blocco intermedio.

## Storia
La stazione di Mineo venne costruita dalla Società per le Strade Ferrate della Sicilia, con il contributo di un decimo delle spese a carico del consorzio costituito dalla Provincia di Catania e dal comune interessato dalla tratta ferroviaria Catania-Caltagirone. Venne aperta in occasione del completamento dell'intera linea, la cui seconda tratta fu inaugurata il 31 ottobre 1892. 
La stazione venne costruita al termine del tratto in rampa quasi costante del 30 per mille che inizia dalla stazione di Scordia e quivi termina dopodiché inizia una lunga discesa.
La stazione ha sempre svolto un modestissimo servizio viaggiatori data la sua lontananza dal centro cittadino servendo prevalentemente per le esigenze di movimento,  cioè di incroci e precedenze, data la lunghezza della tratta tra stazione di Militello e stazione di Vizzini-Licodia e la sua acclività. La stazione era stata collegata al centro urbano di Mineo mediante una linea di autobus locali in coincidenza con i treni che vi avevano fermata; fino all'orario invernale del 1983 vi fermavano 8 coppie di treni. La limitatissima utenza indusse le FS a metà degli anni novanta del XX secolo a limitare a una sola coppia giornaliera il numero di treni che vi fermava; anche il servizio di autobus venne soppresso.

## Strutture e impianti
La stazione di Mineo consiste di un massiccio fabbricato in tradizionale stile ferroviario a due livelli posto ad est del fascio binari.
Il fascio binari comprendeva il primo binario e il secondo binario provvisti di marciapiedi per servizio viaggiatori oltre ad un binario tronco con piano caricatore. Nessun binario è munito di pensilina né di sottopassaggio.
A partire dagli anni ottanta la stazione è stata oggetto di un ammodernamento degli impianti: ha ricevuto un apparato centrale elettrico a itinerari semplificato per il comando degli scambi elettrici e degli enti di stazione ed è stato attivato il Comando Centralizzato del Traffico. L'attivazione dell'esercizio in telecomando DCO ha fatto venir meno la necessità del presenziamento.
Il 15 dicembre del 2013 fu soppresso il binario n. 2 trasformando la stazione in posto di blocco intermedio.